# Сан-Пелайо (Вальядолід)
Сан-Пелайо (ісп. San Pelayo) — муніципалітет в Іспанії, у складі автономної спільноти Кастилія-і-Леон, у провінції Вальядолід. Населення — 53 особи (2010).
Муніципалітет розташований на відстані близько 180 км на північний захід від Мадрида, 25 км на захід від Вальядоліда.

## Демографія
Динаміка населення (INE ):